# Далила (марка аутомобила)
Буке е Компањи (фр. Bouquet et Compagnie) је била француска компанија за производњу аутомобила.

## Историја компаније
Компанија је основана 1922. године у Курбвоау за производњу аутомобила, под именом бренда "Далила" (фр. Dalila), која је прекнула произвоњу 1923. године.

## Аутомобили
Компанија је производила претежно мале спортске аутомобиле који су бил слични моделима произвођача Амилкар и Салмсон. Ту су били модели 6,9 CV и 7,5 CV. Аутомобиле су покретали четвороцилиндрични мотори произвођача Руби са бочним вентилима и опционо запремине 903 cm³ или 967 cm³. Возила су учествовала и на ауто тркама.